# Białostocki (herb szlachecki)
Białostocki (Topacz z Jastrzębcem) – polski herb szlachecki znany tylko z nazwy.

## Herbowni
Białostocki.